# Jamajčanski kreolski engleski
Jamajčanski kreolski engleski (ISO 639-3: jam), kreolski jezik temeljen na engleskom kojim govori oko 3 202 600 ljudi, od čega 2 670 000 na Jamajki (2001). Na područje Paname gdje ima 268 000 govornika (2000) došli su sredinom 19. stoljeća s Jamajke i Barbadosa kao radnici na plantažama voća, a istog su porijekla 55 100 govornika (1986) istočno od grada San José u Kostariki.
U Panami se naziva i panamski kreolski engleski (panamanian creole english), ostali nazivi su bongo talk, limon creole english (u Kostariki), patois, patwa, quashie talk, jugozapadni karipski kreolski engleski (southwestern caribbean creole english).

## Vanjske poveznice
- Ethnologue (14th)
- Ethnologue (15th)